# Флавий Бонос
Флавий Бонос или Флавий Юлий Салустий Бонос (на латински: Flavius Bonosus; Flavius Iulius Sallustius Bonosus) е политик и генерал на Римската империя през 4 век.

## Политическа кариера
Той е първо magister militum на Запада и има ранг vir perfectissimus. През 344 г. е консул на Запада, който е под управлението на Констанц, заедно с Флавий Домиций Леонтий. Сменен е през април/май месец по неизвестни причини от Флавий Юлий Салустий.
През 347 г. той служи при Констанций II като magister equitum.